# Koşmapınar, Bozkurt
Koşmapınar là một xã thuộc huyện Bozkurt, tỉnh Kastamonu, Thổ Nhĩ Kỳ. Dân số thời điểm năm 2008 là 277 người.